# Lilian Helen Alexander
Lilian Helen Alexander, född 15 mars 1861, död 18 oktober 1934, var en australisk kirurg och en av de första kvinnorna som studerade medicin vid University of Melbourne i Melbourne.